# نيد قلاس
نيد قلاس (بالإنجليزية: Ned Glass)‏ هو ممثل أمريكي، ولد في 1 أبريل 1906 في بولندا، وتوفي في 15 يونيو 1984 في الولايات المتحدة بسبب مرض.

## أعمال

### أفلام
- (1952) السيئ والجميلة
- (1953) يوليوس قيصر[4][5]
- (1958) المتحديان
- (1959) شمالا إلى الشمال الغربي
- (1961) قصة الحي الغربي[6]
- (1963) الأحجية[7]
- (1963) شرط بابا الرقيق
- (1966) كعكة الحظ
- (1973) إنقاذ النمر

## وصلات خارجية
- نيد قلاس على موقع IMDb (الإنجليزية)
- نيد قلاس على موقع روتن توميتوز (الإنجليزية)
- نيد قلاس على موقع ألو سيني (الفرنسية)
- نيد قلاس على موقع تيرنر كلاسيك موفيز (الإنجليزية)
- نيد قلاس على موقع أول موفي (الإنجليزية)
- نيد قلاس على موقع قاعدة بيانات برودواي على الإنترنت (الإنجليزية)
- نيد قلاس على موقع قاعدة بيانات الأفلام السويدية (السويدية)
- نيد قلاس على موقع قاعدة بيانات الفيلم (الإنجليزية)
- نيد قلاس على موقع كينوبويسك (الروسية)